# Peter Landshoff
Peter Vincent Landshoff (* 22. März 1937) ist ein britischer theoretischer Physiker, der sich mit Elementarteilchenphysik (Physik der starken Wechselwirkung bei hohen Energien) befasst.

## Leben
Landshoff, der bei John Polkinghorne in Cambridge studierte und dort 1962 promovierte, war bis zu seiner Emeritierung 2004 Professor für Mathematische Physik an der University of Cambridge (DAMTP) und Vorstand der School of Physical Sciences. Er ist seit 1963 Fellow des Christ’s College in Cambridge und war dessen Vice-Master.
1966 war er Visiting Associate Professor an der University of California und 1961/62 Instructor an der Princeton University. Von 1961 bis 1963 war er Research Fellow am St John’s College in Cambridge.
Er spielte in Cambridge eine führende Rolle bei der Gründung des Isaac Newton Institute, des Millenium Mathematics Project, des Computational Biology Institute und dem Ausbau des Center for Mathematical Sciences. Nach seiner Emeritierung war er Trustee von Cambridge Past, Present and Future (der vormaligen Cambridge Preservation Society).
Ende der 1980er Jahre entwickelte er mit Otto Nachtmann das Landshoff-Nachtmann-Modell zur Erklärung des Anstiegs der totalen Wirkungsquerschnitte bei vielen Teilchenstreuprozessen der starken Wechselwirkung (Erklärung des Pomeron-Austauschs, der für den Anstieg seit Pomerantschuk verantwortlich gemacht wird, in der QCD).
Von 1983 bis 2005 war er Herausgeber von Physics Letters B.

## Schriften
- mit Sandy Donnachie, Günter Dosch, Otto Nachtmann Pomeron physics and QCD, Cambridge University Press 2002, 2005
- mit Allen Metherell, Gareth Rees Essential quantum physics, Cambridge University Press 1997
- mit Allen Metherell Simple quantum physics, Cambridge University Press 1979
- mit John Polkinghorne, Richard J. Eden, David Olive The Analytic S-Matrix, Cambridge University Press 1966, 2002